# Ŕ
Ŕ ، ŕ یکی از حروف الفبای اسلواک و سوربی است. این حرف برساخته از یک R با اکسان اگویی بر فراز آن است.
این حرف در زبان اسلواکیایی نشان‌دهندهٔ صدای [ r̩: ] و در سربی پایین نمایندهٔ آوای کامی [ rʲ ] است.